# La Sicilia
La Sicilia è il più diffuso quotidiano della Sicilia, con sede a Catania, dove era pubblicato fino al 2024 dalla Domenico Sanfilippo Editore ed è stato fondato nel 1945.
Oltre che nel capoluogo etneo, La Sicilia ha redazioni a Messina, Palermo, Siracusa, Caltanissetta, Agrigento, e Ragusa e uffici di corrispondenza a Trapani, Gela e Roma.
Il quotidiano è attualmente costituito di due dorsi: uno nazionale, uguale per tutte le edizioni, e uno locale, per le diverse province. Nell'edizione del lunedì, ai primi due dorsi, se ne aggiunge un terzo dedicato alle cronache sportive.
Il 25 maggio 2025 “La Sicilia” passa ufficialmente dal gruppo Ciancio Sanfilippo a Palella Holdings, all’imprenditore italo-americano Salvatore Palella. L’operazione include  la società editrice e la quota del quotidiano nella compagine dell’Ansa.

## Storia

### Fondazione e contesto politico-sociale
La Sicilia uscì per la prima volta in edicola il 15 marzo del 1945, per volontà di un gruppo di industriali, intellettuali e politici siciliani di area liberale che avevano in Vittorio Emanuele Orlando il loro principale punto di riferimento ideologico. Ma decisiva nell'avvio di questa nuova iniziativa editoriale fu anche la spinta data, in Sicilia come in tutta l'Italia meridionale, dal comando militare alleato alla riapertura di vecchie testate costrette alla chiusura durante il regime fascista e alla nascita di nuove pubblicazioni quotidiane e periodiche. Il nuovo quotidiano riprese, più per ragioni affettive che per motivazioni storiche o contenutistiche, il nome di un'antica testata giornalistica edita a Catania tra il 1901 e il 1923 dal principe Manganelli.
Un primo passo fondamentale verso la creazione del nuovo giornale fu mosso il 5 novembre 1944 quando, per atto pubblico siglato nello studio romano del notaio Grassi, venne fondata la SER - Società Editrice Risorgimento – società per azioni originariamente composta da quattro soci con pari quote di partecipazione: Salvatore Salomone, Giovanni Mantica, Raffaele Macherione e Giambattista Rizzo. Ad essi, dopo poco tempo si unirono, con un pacchetto di minoranza, anche i fratelli Angelo e Claudio Majorana e l'industriale dei molini Lorenzo Fazio.
Obiettivo primo della nascente società editrice fu la creazione di un quotidiano che facesse da contrappeso all'egemonia consolidata in quegli anni, a Catania e in buona parte delle province siciliane orientali, dal Corriere di Sicilia.
Ma nessuno dei fondatori aveva mai avuto precedenti esperienze in un'azienda editoriale, né messo piede in una tipografia. Per far nascere il giornale serviva un uomo di fiducia, una persona comunque vicina alla corrente liberale, un imprenditore che garantisse esperienza ed affidabilità. La persona giusta da coinvolgere nell'impresa venne subito individuata in un facoltoso avvocato e proprietario terriero, originario di Adrano, innamorato della stampa e delle linotype. Il suo nome era Domenico Sanfilippo.

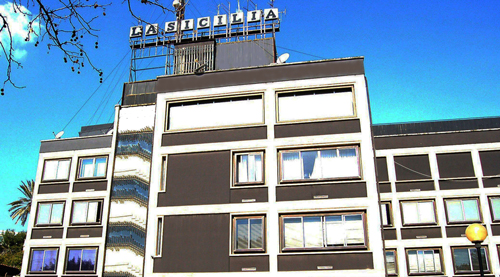
L'attuale sede del quotidiano La Sicilia in viale Odorico da Pordenone 50, a Catania

### Il padre e l'anima storica del quotidiano
Esponente di una storica famiglia adranita, Domenico Sanfilippo si laureò in legge presso l'Università Federico II di Napoli e fu deputato liberale nella circoscrizione elettorale di Catania.
Il suo primo approccio da mecenate nel mondo della stampa fu rappresentato dall'acquisto, nel 1920, di una partecipazione azionaria nella società editrice del Corriere di Catania (divenuto in seguito Corriere di Sicilia). Partecipazione che gli venne espropriata dai gerarchi fascisti, durante il regime, con la successiva chiusura e fusione della testata con un altro quotidiano catanese (Il Giornale dell'Isola) nel giornale di regime Il Popolo di Sicilia.
Domenico Sanfilippo ci riprovò, alcuni anni più tardi, assumendo nel 1928 la carica di direttore-editore per la rivista letteraria e teatrale Le Maschere, della quale però vennero pubblicati solo pochi numeri.
Nel corso dei primi mesi della società editrice di vita, al termine dei quali la maggior parte dei soci originari della SER abbandonò l'impresa (per ragioni economiche e per divergenze con Sanfilippo e Rizzo che vollero mantenere La Sicilia un giornale indipendente e al di fuori da una organicità con il partito liberale), l'azionista adranita ricoprì l'incarico di procuratore speciale dell'avvocato Salomone, legale rappresentante della società editrice. All'indomani del referendum istituzionale del 2 giugno 1946, molti dei soci filo-monarchici uscirono dall'editrice Risorgimento. Domenico Sanfilippo rilevò le quote dei fuoriusciti, accrescendo la propria esposizione personale e mantenendo in vita il giornale. Lo affiancarono nell'operazione l'avvocato catanese Natale Ciancio (padre dell'attuale direttore del quotidiano Mario Ciancio Sanfilippo) che rilevò una parte del pacchetto azionario e Antonio Di Mattia, che svolse il ruolo di direttore amministrativo all'interno dell'organigramma dell'azienda e, a partire dal 1957, quello di amministratore unico della ITES (Industria Tipografica Editoriale Siciliana) in cui confluì la editrice Risorgimento.

### I ragazzi di via Sant'Agata
La prima edizione de La Sicilia, targata 15 marzo 1945, uscì in edicola, a due pagine, con la dicitura sotto la testata Quotidiano liberale dell'Isola. Fino ai primi mesi del 1949, il quotidiano venne stampato su una vecchia rotativa del 1911, incastrata all'interno di un ex-convento del centro storico catanese a cui si accedeva da due ingressi posti al numero 3 di via S. Agata e nell'adiacente via S. Maria del Rosario. Due ingressi per due giornali concorrenti, che condividevano la stessa sede. Nei suoi primi anni di pubblicazione, La Sicilia venne, infatti, “cucinato” nello stesso stabile in cui trovava spazio anche la redazione del Corriere di Sicilia. E stampato nella stessa tipografia del giornale rivale, dietro il pagamento di un rimborso spese.
Per la direzione del nuovo giornale, Giambattista Rizzo scelse il giarrese Alfio Russo, proveniente da prestigiose esperienze all'Epoca (rivista), al Il Secolo (quotidiano), al Lavoro d'Italia e come redattore e inviato all'estero de La Stampa di Torino. Russo, che successivamente dal '53 al ‘61 ricoprì la responsabilità di direttore de La Nazione di Firenze e dal '61 al 68 quella di “guida” del Corriere della Sera, diede sin dall'inizio a La Sicilia un taglio nazionale e autorevole e una linea editoriale moderata e anti-separatista.
Gli editoriali dei primi anni, furono firmati da Vittorio Emanuele Orlando, Benedetto Croce, Luigi Einaudi, Luigi Sturzo, Epicarmo Corbino e Vitaliano Brancati. Ma la presenza più frequente sulle colonne dei commenti politici de La Sicilia fu senz'altro quella di Enrico Mattei.
Esaurito l'effetto-traino degli ultimi avvenimenti di guerra, il giornale curò maggiormente le notizie di politica nazionale e regionale e i grandi fatti di cronaca. I primi due “scoop” furono la pubblicazione del diario di Claretta Petacci e un'inchiesta sul separatismo siciliano. Mentre, una notizia che fece raddoppiare le vendite fu il caso di Rina Fort, la “jena friulana“, che nel dicembre del '46 massacrò la moglie e i tre figli del suo amante catanese, Giuseppe Ricciardi.

### Tipografia autonoma e ricambio generazionale
Il 7 novembre 1946, Russo scelse di trasferirsi a Roma per lavorare come caporedattore di Risorgimento Liberale e passò la mano. L'avvocato Sanfilippo decise allora di nominare provvisoriamente Giuseppe Gennaro, gerente responsabile fino al 1º maggio 1948 quando ad assumere la direzione de La Sicilia fu il giornalista e scrittore acese Antonio Prestinenza. Il nuovo direttore cercò di ampliare il pubblico dei lettori, puntando con maggiore attenzione sui principali fatti di cronaca e di costume. Come nell'edizione straordinaria del 5 luglio 1950 per la morte di Salvatore Giuliano, quando La Sicilia pubblicò in esclusiva l'unica foto mai scattata al corpo inerme del bandito, ritrovato in un cortile a Castelvetrano.
Il 24 aprile 1949, La Sicilia stampò per la prima volta nella sua storia nel nuovo Stabilimento Tipografico Etneo, in via Etnea 10, in due stanze un tempo annesse ad un convento dei Chierici. La tipografia – che comprendeva due rotative e otto linotype - proveniva da Il Piccolo di Trieste, di proprietà di Rino Alessi, commediografo e commentatore politico dell'EIAR (la Rai dell'epoca). Il nuovo sistema di stampa, non più condiviso, permise lo slittamento della chiusura del giornale, con il beneficio di una maggiore possibilità di approfondimento e la creazione di una veste grafica più moderna e accattivante. Sin dal primo numero venne dedicata una pagina alla cronaca di Siracusa e a quella di Ragusa. In più, si avviò il potenziamento delle cronache anche da altre province, a partire da Messina e Reggio Calabria (27 aprile del 1949), continuando con Enna (31 agosto 1950) e Caltanissetta (14 febbraio 1951), fino alle notizie riguardanti la provincia di Agrigento (riportate a partire dal 12 maggio 1955).

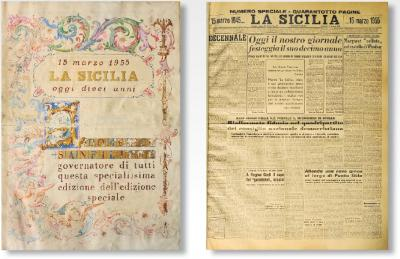
Edizione speciale del 15 marzo 1955 del quotidiano La Sicilia, per il decennale dalla fondazione del giornale

Ma la fine degli anni quaranta e il passaggio al decennio successivo segnarono anche l'ingresso in redazione di nuovi, giovani talenti. Come Piero Corigliano, che arrivò ad assumere l'incarico di condirettore del giornale, Candido Cannavò, per lunghi anni direttore della Gazzetta dello Sport, Tony Zermo che entrò come redattore dello sport, Nino Milazzo, Gerardo Farkas e Vittorio Consoli.
Nello stesso periodo La Sicilia si dotò di una più completa struttura amministrativa e organizzativa e di 9 linee di distribuzione. Ma il salto di qualità si registrò alla fine del '54 con l'arrivo a Catania del nuovo direttore della Spi (Società per la pubblicità in Italia), il leccese, ma napoletano d'adozione, Angelo Paladini. Paladini avrà un ruolo notevole nella crescita pubblicitaria del giornale durante quasi quarant'anni.

### Il ritorno in via Sant'Agata
Alla fine del 1954, con la prima crisi economica del Corriere di Sicilia e la successiva vendita all'asta della storica testata catanese e del suo stabilimento tipografico, si compì un'altra svolta. L'Editrice Risorgimento si aggiudicò l'acquisto dei macchinari del giornale concorrente e riportò La Sicilia nella vecchia sede di via S. Agata. Il giornale aveva ormai una struttura complessa e poteva contare, oltre che su una redazione composta da quasi 25 giornalisti, anche su gruppo di maestranze e professionalità che, tra linotipisti, impaginatori, rotativisti e spedizionieri, superava adesso le 40 unità. A dirigere lo stabilimento Domenico Sanfilippo mise un trentenne laureato in Giurisprudenza che rimase per sempre nella storia del quotidiano semplicemente “l'avvocato”, Salvatore Merlo.
Il 15 marzo 1955, La Sicilia festeggia i suoi primi dieci anni di vita con un'edizione celebrativa a 48 pagine. Un vero e proprio record per qualunque giornale siciliano dell'epoca.
Gli ultimi anni cinquanta videro “passare” e formarsi nel quotidiano catanese, altre firme promettenti: da Nenè Columba (poi vicedirettore del “Messaggero”) a Piero Isgrò (sarà vice-caporedattore del Tg1), da Filippo Cosentino (in seguito caporedattore del Tg3) a Puccio Corona e Franco Zuccalà.

### L'apprendistato di Mario Ciancio Sanfilippo
La storia del quotidiano La Sicilia a partire dagli anni sessanta s'intreccia e in buona parte coincide con la storia personale dell'uomo che ha proiettato e mantenuto il quotidiano catanese nella ristretta cerchia delle storiche testate italiane indipendenti: Mario Ciancio Sanfilippo. Nipote ed erede del fondatore Domenico Sanfilippo, il futuro direttore de La Sicilia inizia a frequentare il giornale appena ventenne, a metà degli anni cinquanta. Dopo la laurea in Giurisprudenza, comincia la pratica giornalistica nella redazione Interni-Esteri e può iscriversi venticinquenne, nel 1957, all'albo dei professionisti. Ma all'impegno come redattore affianca, con crescente interesse, l'attenzione per le questioni amministrative e organizzative dell'azienda editoriale.

### La nuova sede
Un avvenimento simbolico del graduale passaggio di consegne dalla gestione del “padre” de La Sicilia, Domenico Sanfilippo, a quella del suo ancor più ambizioso prosecutore, Mario Ciancio è rappresentato dal trasferimento nella nuova, prestigiosa sede di viale Odorico da Pordenone, progettata dall'architetto Giacomo Leone e completata soltanto alla fine del 1966. Il “trasloco” porta con sé un miglioramento delle condizioni di lavoro, dell'innovazione tecnologica e della competitività del giornale. Chi non riesce a vedere la nuova “casa” de La Sicilia è il direttore Antonio Prestinenza, costretto dalla malattia a non poter più guidare la redazione.
Il 15 febbraio 1967 Domenico Sanfilippo affida direzione e condirezione al nipote Mario Ciancio e al caporedattore Piero Corigliano.
La fine degli anni sessanta segna anche la pubblicazione da parte de La Sicilia di grandi inchieste a puntate, come il reportage dal titolo di “Processo alla Sicilia” affidato a Pippo Fava, o come quella sulla malasanità, dal titolo “I lazzaretti di Sicilia” condotta nel 1968 da Candido Cannavò e Nino Milazzo.

### Anni Settanta e la Tv
A metà degli anni settanta la situazione della stampa italiana presenta due aspetti contrastanti: da un lato si manifesta una particolare vivacità editoriale e giornalistica, alimentata soprattutto dalle vicende politiche; dall'altro cresce la crisi finanziaria dei quotidiani». A Catania le cose vanno diversamente. Sono anni di crescita per il giornale catanese. La tiratura si stabilizza a quota 65-70 000 copie, arrivando quasi a raddoppiare le vendite nel periodo del sequestro Moro. Cresce il numero di giornalisti e dipendenti, superando ormai complessivamente le 150 unità. Inoltre, di pari passo con l'affermazione di un modello di quotidiano nazionale prevalentemente “di tendenza”, anche La Sicilia tiene il passo della concorrenza, con la pubblicazione di quattro inserti che ebbero largo seguito – “Week end”, “Motori”, “Per lei” dedicato al mercato femminile e “Vent'anni” rivolto alle fasce di lettori più giovani. Ma i successi raccolti dal quotidiano nella prima metà del decennio vengono temperati dall'amarezza vissuta da tutto il personale per la scomparsa, il 21 gennaio 1976, all'età di 85 anni, del fondatore Domenico Sanfilippo.
Negli ultimi mesi degli anni settanta, il gruppo editoriale Ciuancio Sanfilippo si affaccia a nuove iniziative nel campo dei media che entrano ben presto in un rapporto di sinergia con la redazione del giornale. Ne è un esempio l'esordio televisivo – tenuto a battesimo 16 giugno 1979 da Pippo Baudo – di Antenna Sicilia, oggi una delle emittenti con il maggior numero di contatti di tutto il Sud Italia.

### La nascita delle redazioni in ogni provincia
Nel 1983, poi, con l'acquisto di Teletna la prima tv privata catanese, nasce il primo network televisivo siciliano. Network del quale entrerà a far parte, molti anni più tardi, anche Telecolor, tra le prime emittenti private italiane ad andare in onda a colori.
Ma gli anni ottanta nascono all'insegna dell'innovazione anche per il giornale. Nei primi mesi del 1984, La Sicilia inizia, infatti, ad utilizzare il sistema di fotocomposizione “a freddo” e avvia la sua graduale sostituzione al vecchio sistema a piombo. L'anno successivo sarà, invece, quello dell'introduzione della video-impaginazione, mediante un l'utilizzo di un sistema editoriale Crossfield 2355, l'uso del colore e l'adozione di un nuovo formato.
Il quotidiano è, in questi anni, anche una fucina di talenti che ricopriranno poi ruoli di prestigio in importanti testate nazionali. Tra questi Francesco Merlo e l'indimenticata Maria Grazia Cutuli (al Corriere della Sera), Mariano Maugeri (a Il Sole 24 Ore), Raffaele Leone (prima all'Indipendente e poi caporedattore al Giornale) e Simonetta Li Pira (all'Indipendente e Anna).
Il 26 luglio 1987, Nino Milazzo che veniva dalla vicedirezione del Corriere e che aveva iniziato la sua carriera proprio nella redazione del quotidiano catanese, assume il ruolo di condirettore de La Sicilia. Ruolo che manterrà fino al gennaio ‘89.
Tra la fine del 1988 e l'estate del 1990, La Sicilia trova completa espansione su tutto il territorio regionale con le edizioni di Messina, Palermo, Trapani e la creazione di uffici di corrispondenza anche a Gela e Licata, riuscendo così a coprire con le pagine locali l'informazione di tutte le nove province siciliane.

### Anni Novanta
Agli inizi degli Anni Novanta, La Sicilia segue con grande interesse e approfondimenti tutti i grandi fatti di mafia e la “stagione delle stragi”. Un'iniziativa editoriale emblematica dell'attenzione mostrata dal giornale verso i temi della lotta alla criminalità e sul clima di tensione vissuto in Italia in quegli anni è lo speciale pubblicato dal supplemento “Vivere” nel gennaio del 1991. Allo speciale, che esce con inchieste sugli interessi mafiosi (a Catania, Palermo e Gela), sulla malasanità e sulla situazione di stallo dell'economia isolana e che riporta in copertina un titolo significativo del direttore Mario Ciancio Sanfilippo, partecipano con articoli e commenti anche Maurizio Costanzo e Michele Santoro.

### Gli Anni Duemila

#### I nuovi media
Con l'avvento di internet e dei nuovi media sulla scena giornalistica, La Sicilia ha sviluppato nuove forme di comunicazione. In questo senso, va ricordata la creazione nell'aprile ‘99, sotto la guida del giornalista Enrico Escher, della versione online del giornale, www.lasicilia.it e la nascita del portale www.lasiciliaweb.com.
Nell'ottica, poi, della realizzazione di iniziative editoriali multimediali e per dare forma a nuove operazioni di “crossing-media”, vengono avviati, nei primi anni Duemila, anche altri progetti che permettono l'avvicinamento del pubblico più giovane alla lettura del giornale. Tra questi, “Newspapergame”, il gioco-concorso promosso in collaborazione anche con altre prestigiose testate – La Stampa, Il Secolo XIX, Gazzetta del Mezzogiorno, Il Tempo- che dal 1997 coinvolge gli studenti delle scuole nella realizzazione del quotidiano, portando nel contempo in prima pagina anche i problemi e le esperienze formative vissute all'interno dei singoli istituti.

#### Il nuovo centro stampa
Il disegno, tracciato dal direttore de La Sicilia Mario Ciancio, di una sempre maggiore indipendenza e autosufficienza del quotidiano rispetto all'imprevedibilità di alcune variabili di produzione e dal condizionamento impresso indirettamente dai maggiori gruppi editoriali italiani sulle testate regionali e meno diffuse spinge l'azienda e il giornale verso un ulteriore salto di qualità. Un salto che viene effettuato alla fine del 2004 con la creazione, nella zona industriale di Catania, del centro stampa editoriale Etis 2000.
Lo stabilimento tipografico, nato sotto la supervisione del pro-nipote del fondatore del giornale, Domenico Ciancio Sanfilippo, nasce con l'obiettivo di fungere da punto di riferimento per la stampa di quotidiani e periodici in tutto il Centro-Sud Italia, si è aperto, a partire dal 2008, ad iniziative che mirano alla diffusione della conoscenza del processo di produzione dei giornali e allo sviluppo di nuove iniziative imprenditoriali. Va letta in questo senso anche l'apertura, fortemente voluta dallo stesso Domenico Ciancio - procuratore generale della società stampatrice - delle porte del centro stampa alle visite di studenti provenienti da istituti scolastici di tutta la Sicilia, a gruppi universitari anche stranieri e al mondo delle associazioni e delle startup, che ha registrato in questi anni la presenza di migliaia di visitatori.

#### La flessione delle vendite
Secondo i dati Ads (Accertamenti Diffusione Stampa) nel febbraio 2014 le vendite si erano assottigliate fino a 22 154 copie, e scendere ancora nel marzo 2015 a 19.504.
Contemporaneamente per l'editore e direttore Mario Ciancio il 20 aprile 2015 la procura di Catania ha depositato la richiesta di rinvio a giudizio ipotizzando il reato di concorso esterno all'associazione mafiosa. Nell'avviso di conclusione delle indagini la procura di Catania sottolineava che "la contestazione si fonda sulla ricostruzione di una serie di vicende che iniziano negli anni '70 e si protraggono nel tempo fino ad anni recenti" e "riguardano partecipazione ad iniziative imprenditoriali nelle quali risultano coinvolti forti interessi riconducibili all'organizzazione Cosa Nostra" e in particolare a un centro commerciale.
Nel settembre 2015, il giornale sospende le pagine dedicate a Palermo e a Trapani.

#### Il sequestro
Il 21 dicembre 2015, il GUP di Catania chiamato a decidere sulla richiesta di rinvio a giudizio di Mario Ciancio, lo proscioglie dalle accuse e l'indomani questi nomina il figlio Domenico (quarantunenne) condirettore del giornale. La Procura di Catania impugna però il decreto di proscioglimento davanti alla Corte di Cassazione, che lo annulla con rinvio. Nel giugno 2016 il GUP di Catania rinvia Ciancio a giudizio per l'accusa di concorso esterno in associazione mafiosa.
Il 24 settembre 2018 il tribunale di Catania ha disposto il sequestro del giornale La Sicilia, su richiesta della Direzione distrettuale antimafia. In seguito al sequestro Ciancio si dimette dalla carica di direttore, venendo sostituito da Antonello Piraneo.
Il 24 marzo 2020 termina l'amministrazione giudiziaria iniziata in seguito al sequestro, in virtù della sentenza della Corte d'appello di Catania, che dispone il dissequestro dei beni, restituendoli all'editore Ciancio, assolto dalle accuse.

Acquisizione
Il 27 maggio 2025 Salvatore Palella acquisisce il giornale per una cifra non meglio specificata 

## Controversie

### Atteggiamento su fatti di mafia
Sono emerse significative accuse da parte dell'ex eurodeputato Claudio Fava, figlio del giornalista Giuseppe Fava, ucciso da Cosa nostra nel 1984 a Catania. Alla testata viene imputato un atteggiamento omertoso, in un certo periodo, nei riguardi di fatti inerenti alla mafia.
(Claudio Fava, La mafia comanda a Catania 1960/1991)

### Lettera di Santapaola suLa Sicilia
Il 9 ottobre 2008, il quotidiano fu al centro di polemiche per aver pubblicato una lettera di Vincenzo Santapaola (figlio di Benedetto Santapaola) da un carcere di massima sicurezza, e con un regime di 41 bis.
Antonio Roccuzzo, caporedattore del TG LA7, descrive approfonditamente i fatti nel suo libro "L'Italia fatta a pezzi, cosa unisce Catania a Reggio Emilia?":
In quella lettera, Vincenzo Santapaola afferma che quel regime nel suo caso è ingiustificato.
Santapaola, essendo sottoposto al 41bis, avrebbe potuto farlo soltanto in presenza di una autorizzazione del tribunale. Sempre Roccuzzo scrive:
Da parte sua, il giornale ha puntualizzato che la lettera è pervenuta mediante i legali di Vincenzo Santapaola.

### Accuse di monopolio
Nella città di Catania, la Repubblica non pubblicava l'edizione locale, come avveniva per il capoluogo Palermo dal 1998. Ciò comportava un'assenza di spazio destinato alla cronaca siciliana per chi acquistava la Repubblica in quella città.
Il 4 aprile 2009, intervistato dagli studenti dell'Università di Perugia in occasione del festival del giornalismo, il direttore de la Repubblica Ezio Mauro, ha risposto a una domanda sulla vicenda:
Infatti Ciancio era lo stampatore e l'accordo risaliva al 1981, quando la Repubblica e gli altri giornali nazionali iniziarono la stampa in teletrasmissione in varie località del Sud e del Nord, per abbattere i costi e i tempi di stampa e distribuzione. L'accordo si consolidò, ai tempi della cosiddetta "Guerra di Segrate", quando l'imprenditore Silvio Berlusconi scalò la Arnoldo Mondadori Editore. Infatti, la piccola quota azionaria dell'editore stampatore siciliano fu decisiva per mantenere il controllo del quotidiano e de L'Espresso.
Dal 17 settembre 2009, l'accordo Repubblica-Ciancio è stato modificato e l'edizione con le cronache locali del quotidiano viene distribuita anche nelle edicole di Catania.

### Sigilli al quotidiano di Mario Ciancio
Il 24 settembre 2018 il tribunale di Catania ha disposto il sequestro del giornale La Sicilia, su richiesta della direzione distrettuale antimafia. In seguito al sequestro Ciancio si dimette dalla carica di direttore, venendo sostituito da Antonello Piraneo.

## Direttori de La Sicilia
- Alfio Russo (1945-1946)
- Giuseppe Gennaro – gerente responsabile (1946-1948)
- Antonio Prestinenza (1948-1967)
- Mario Ciancio Sanfilippo – Piero Corigliano (condirettore) (1967-1987)
- Mario Ciancio Sanfilippo – Nino Milazzo (1987-1989)
- Mario Ciancio Sanfilippo (1989-2015) – Domenico Tempio (condirettore) (? - ?)
- Mario Ciancio Sanfilippo – Domenico Ciancio Sanfilippo (condirettore) (2015-2018)
- Antonello Piraneo - Domenico Ciancio Sanfilippo (dal 2018)

## Diffusione
| Anno | Copie vendute |
| ---- | ------------- |
| 2018 | 18 645        |
| 2017 | 18 967        |
| 2016 | 20 617        |
| 2015 | 19 846        |
| 2014 | 21 218        |
| 2013 | 27 258        |
| 2012 | 36 458        |
| 2011 | 51 288        |
| 2010 | 55 826        |
| 2009 | 59 901        |
| 2008 | 61 403        |
| 2007 | 61 019        |
| 2006 | 60 011        |
| 2005 | 60 831        |
| 2004 | 57 767        |
| 2003 | 60 222        |
| 2002 | 61 795        |
| 2001 | 63 074        |
| 2000 | 59 010        |
| 1999 | 51 959        |
| 1998 | 48 461        |

Dati Ads - Accertamenti Diffusione Stampa, stimati dagli editori.